# Beauharnois (Québec)
Beauharnois ist eine Stadt mit 12.884 Einwohnern in der kanadischen Provinz Québec. Sie liegt in der regionalen Grafschaftsgemeinde Beauharnois-Salaberry in Montérégie.

## Demographie

### Bevölkerung
Bevölkerungsentwicklung:
| Volkszählung | Bevölkerung | Veränderung (%) |
| ------------ | ----------- | --------------- |
| 2016         | 12.884      | + 7,3 %         |
| 2011         | 12.011      | + 0,8 %         |
| 2006         | 11.918 (+)  | + 46,4 %        |
| 2001         | 6387        | - 0,7 %         |
| 1996         | 6435        | - 0,2 %         |
| 1991         | 6449        | N/A             |

### Sprache
Muttersprache (2006)
| Sprache                  | Volkszählung | Pct (%) |
| ------------------------ | ------------ | ------- |
| Nur Französisch          | 11,055       | 94,53 % |
| Nur Englisch             | 395          | 3,38 %  |
| Englisch und Französisch | 45           | 0,38 %  |
| Andere Sprachen          | 200          | 1,71 %  |

## Söhne und Töchter der Stadt
- Réginald Duprat (1877–1954), Ordensgeistlicher und römisch-katholischer Bischof von Prince-Albert
- André Laberge (* 1940), Cembalist und Organist
- Bruno Laplante (* 1938), Sänger